# Armée populaire pour la restauration de la république et la démocratie
L’Armée populaire pour la restauration de la république et la démocratie est un groupe rebelle opérant dans le nord-ouest de la République centrafricaine (RCA). L'APRD a été formée en 2006 à la suite du coup d'État de 2003 qui a renversé le président Ange-Félix Patassé. Affirmant initialement qu'elle souhaitait renverser le gouvernement de François Bozizé, elle a été partie prenante de la première guerre civile centrafricaine mais s'engage dans un processus de paix en 2007. Dans le cadre du gouvernement d'union nationale, le groupe participe ensuite à une coalition gouvernementale avec Bozizé ainsi que d'autres civils et militaires des groupes d'oppositions.